# Gaston Monnerville
Gaston Monnerville (ur. 2 stycznia 1897 w Kajennie, zm. 7 listopada 1991 w Paryżu) – francuski polityk, prawnik i samorządowiec, parlamentarzysta, przewodniczący Rady Republiki (1947–1958) oraz Senatu (1958–1968), członek Rady Konstytucyjnej.

## Życiorys
Syn urzędnika administracji kolonialnej. Ukończył studia z zakresu literatury i prawa na Uniwersytecie w Tuluzie, doktoryzował się w 1921. Od 1918 praktykował w zawodzie adwokata w Tuluzie, a następnie w Paryżu. Od 1927 kierował związkiem młodych prawników. Zyskał rozpoznawalność dzięki udziałowi w różnych budzących zainteresowanie publiczne procesach.
Zaangażował się w działalność polityczną w ramach ugrupowania radykałów, w 1938 został wiceprzewodniczącym partii. W 1932 i 1936 uzyskiwał mandat poselski jako reprezentant Gujany Francuskiej. Od 1935 pełnił też funkcję mera swojej rodzinnej miejscowości. Od czerwca 1937 do marca 1938 był podsekretarzem stanu do spraw kolonii. W 1939 należał do inicjatorów ustawy, która umożliwiła m.in. mu podjęcie służby wojskowej. Od stycznia do lipca 1940 służył na pancerniku „Provence”, w konsekwencji nie brał udziału w głosowaniu 10 lipca 1940 w Vichy.
Wkrótce zdemobilizowany, również w 1940 dołączył do francuskiego ruchu oporu. Jako adwokat w Marsylii bronił osób represjonowanych z przyczyn politycznych. W konsekwencji sam był również inwigilowany i zatrzymywany. W podziemiu posługiwał się pseudonimem „Saint-Just”. W 1944 wraz z żoną zorganizował szpital wojskowy w Cheylade. W 1944 został członkiem prowizorycznego parlamentu, od 1945 zasiadał w konstytuancie. Powrócił do praktyki prawniczej, został też przewodniczącym komisji odpowiedzialnej za przygotowanie opracowanie nowego statusu politycznego terytoriów zamorskich. W 1946 wszedł w skład Rady Republiki – nowo utworzonej izby wyższej. W następnym roku zmarł jej przewodniczący Auguste Champetier de Ribes. Gaston Monnerville został wybrany na jego następcę, kierował tym gremium do końca IV Republiki w 1958.
Był zwolennikiem powrotu generała Charles’a de Gaulle’a do władzy i uchwalenia nowej konstytucji. W 1958 został pierwszym przewodniczącym Senatu (nowej izby wyższej). Został następnie wybrany do tej izby w 1959, uzyskując reelekcję w 1965. Utrzymywał również stanowisko jej przewodniczącego. Wkrótce znalazł się w opozycji do środowiska gaullistów, sprzeciwiał się m.in. wprowadzeniu powszechnych wyborów prezydenckich.
Kontynuował również działalność w administracji samorządowej. Był przewodniczącym rady departamentu Lot (1951–1971) oraz merem miejscowości Saint-Céré (1964–1971). W 1973 został radnym regionu Midi-Pireneje. Od 1959 do 1968 wchodził w skład rady Uniwersytetu Paryskiego. W 1968 nie ubiegał się o ponowny wybór na przewodniczącego izby wyższej. Był przeciwnikiem postulowanej przez prezydenta reformy Senatu, która w 1969 została odrzucona w wyniku referendum. W 1972 po rozłamie w formacji radykałów dołączył do lewicowego MGRS, wchodząc w skład biura tego ugrupowania. W 1974 przewodniczący Senatu Alain Poher powołał go w skład Rady Konstytucyjnej, której członkiem był przez dziewięcioletnią kadencję do 1983.

## Odznaczenia
Odznaczony Legią Honorową IV klasy.